# 高山竹斑蚜
高山竹斑蚜（学名：Cranaphis formosana）为斑蚜科峻竹斑蚜屬下的一个种。